# Конечкі (Сілезьке воєводство)
Конечкі (пол. Konieczki) — село в Польщі, у гміні Панки Клобуцького повіту Сілезького воєводства.
Населення — 411 осіб (2011).
У 1975-1998 роках село належало до Ченстоховського воєводства.

## Демографія
Демографічна структура станом на 31 березня 2011 року:
|          | Загалом | Допрацездатний вік | Працездатний вік | Постпрацездатний вік |
| -------- | ------- | ------------------ | ---------------- | -------------------- |
| Чоловіки | 184     | 40                 | 129              | 15                   |
| Жінки    | 227     | 67                 | 125              | 35                   |
| Разом    | 411     | 107                | 254              | 50                   |